# Rovigo
Rovigo és un municipi italià, situat a la regió del Vèneto i a la província de Rovigo. L'any 2006 tenia 51.193 habitants.

## Fills il·lustres
- Katia Ricciarelli